# غوان بودو
غوان بودو (الاسم العلمي: Penelope ortoni) هو نوع من الطيور يتبع جنس الغوان بنيلوب من فصيلة القرازية.